# Carl Ludvig Engel
Carl Ludvig Engel ali Johann Carl Ludwig Engel (3. julij 1778 – 14. maj 1840) [1] je bil nemški arhitekt, čigar najbolj znana dela lahko najdete v Helsinkih, ki jih je pomagal obnoviti. Njegova dela vključujejo večino stavb okoli monumentalnega središča prestolnice, Senatnega trga in stavbe, ki ga obkrožajo. Stavbe so Helsinška stolnica, senat (danes palača državnega sveta), Helsinška mestna hiša ter knjižnica in glavna stavba univerze v Helsinkih.

## Življenjepis
Carl Ludvig Engel se je rodil leta 1778 v Charlottenburgu v Berlinu v družini zidarjev. Verjetno se je kot zidarski vajenec prvič srečal s svojim bodočim poklicem arhitekta. Šolal se je na berlinskem Inštitutu za arhitekturo, nato pa je služboval v pruski gradbeni upravi. Stagnacija, ki jo je povzročila Napoleonova zmaga nad Prusijo leta 1806, je njega in druge arhitekte prisilila v iskanje dela v tujini. Leta 1808 se je prijavil za mesto mestnega arhitekta Talina v Estoniji. Dobil je službo in na ta način prišel v bližino Sankt Peterburga in njegovega neoklasicističnega imperijskega sloga. Blizu je bila tudi Finska, ki je kmalu doživela novo vladno fazo kot veliko vojvodstvo pod rusko oblastjo.
Engel je začel delati v Talinu leta 1809, vendar je bil že po nekaj letih zaradi pomanjkanja nalog prisiljen znova iti naprej. Iz tega obdobja v Estoniji je ohranjena palača na ulici Kohtu 8 v Talinu (danes v njej domuje estonski kancler za pravosodje) in morda dvorec Kernu.
Od leta 1814 do 1815 je delal za poslovneža v Turkuju na Finskem in tako prišel v stik z Johanom Albrechtom Ehrenströmom, ki je vodil projekt obnove Helsinkov. Mesto je bilo pravkar promovirano v novo prestolnico novega Velikega vojvodstva Finske. Ehrenström je iskal nadarjenega arhitekta, ki bi mu delal ob strani, in to srečanje se je izkazalo za odločilno za nadaljnjo kariero Carla Ludviga Engla. Na tej stopnji pa Engel ni ostal na Finskem. Marca 1815 je odpotoval v Sankt Peterburg, kjer je dobil zasebno zaposlitev.
Leta 1816 se je Engel nameraval vrniti v svoje rojstno mesto, vendar je Ehrenström hkrati dobil odobritev za svoj načrt, da bi Engel prišel v Helsinke. Engelovi načrti za Helsinke so bili prikazani carju Aleksandru I. in februarja je bil Engel imenovan za arhitekta odbora za obnovo Helsinkov. Engel je verjetno mislil, da bo to spet začasna zaposlitev, toda namesto tega so Helsinki postali njegovo življenjsko delo.
V letih 1819–1820, ko so se Engelove prve stvaritve bližale zaključku, je bil njegov status nekakšnega glavnega arhitekta Velikega vojvodstva uveljavljen, ko je prejemal vedno več gradbenih nalog, zasebnih in javnih, v drugih delih Finske. Dokončna potrditev je prišla, ko je bil leta 1824 imenovan za vodjo državnega intendantskega urada, odgovornega za vse ključne državne zgradbe po vsej državi, položaj, ki so mu ga ponudili - a ga je najprej zavrnil, ker je še vedno upal, da se bo vrnil v Prusijo - po odstopu njenega prvega vodje, v Italiji rojenega arhitekta Carla Bassija, in ki jo je obdržal do svoje smrti. Med njegovimi drugimi ključnimi deli iz tega obdobja je Helsinška stara cerkev v Kamppiju, dokončana leta 1826. Prvo gledališče v Helsinkih, Engels Teater, je zasnoval leta 1827, čeprav je bila to precej skromna stavba. Odgovoren je bil tudi za nov mestni načrt za Turku, potem ko je večji del leta 1827 uničil veliki požar v Turkuju.
Engel je umrl 14. maja 1840 v Helsinkih.

## Galerija
- Glavna stavba Univerze v Helsinkih
- Senatni trg in luteranska katedrala v Helsinkih
- Helsinška mestna hiša (1833), prvotno hotel
- Nacionalna knjižnica Finske
- Cerkev sv. Janeza v Hamini
- Dvorec Kulosaari Manor (ok. 1810)
- Licejska srednja šola Kuopio v Kuopiu (1826)
- Palača na ulici Kohtu 8, Talin
- Pošta in carinarnica Eckerö (1828)
- Cerkev Svete Trojice, Helsinki (1826)
- Stolnica Lapua (1827)
- Cerkev v Sahalahti (1829)
- Zvonik v Lieksi (1836)
- Cerkev Alajärvi (ok. 1836)
- Cerkev Nokia (1837)
- Kaivohuone (1838)
- Stara mestna hiša Pori (1841)